# رونالد بریسلو
رونالد بریسلو (انگلیسی: Ronald Breslow؛ زاده ۱۴ مارس ۱۹۳۱) یک دانشمند در زمینه شیمی اهل ایالات متحده آمریکا است.